# Aragon (rivière)
Pour les articles homonymes, voir Aragon.
L'Aragon (en espagnol et en aragonais : río Aragón) est une des plus grandes rivières du bassin de l'Èbre, sur la rive gauche. La rivière donna son nom à l'ancien royaume d'Aragon et à la communauté moderne d'Aragon.

## Géographie

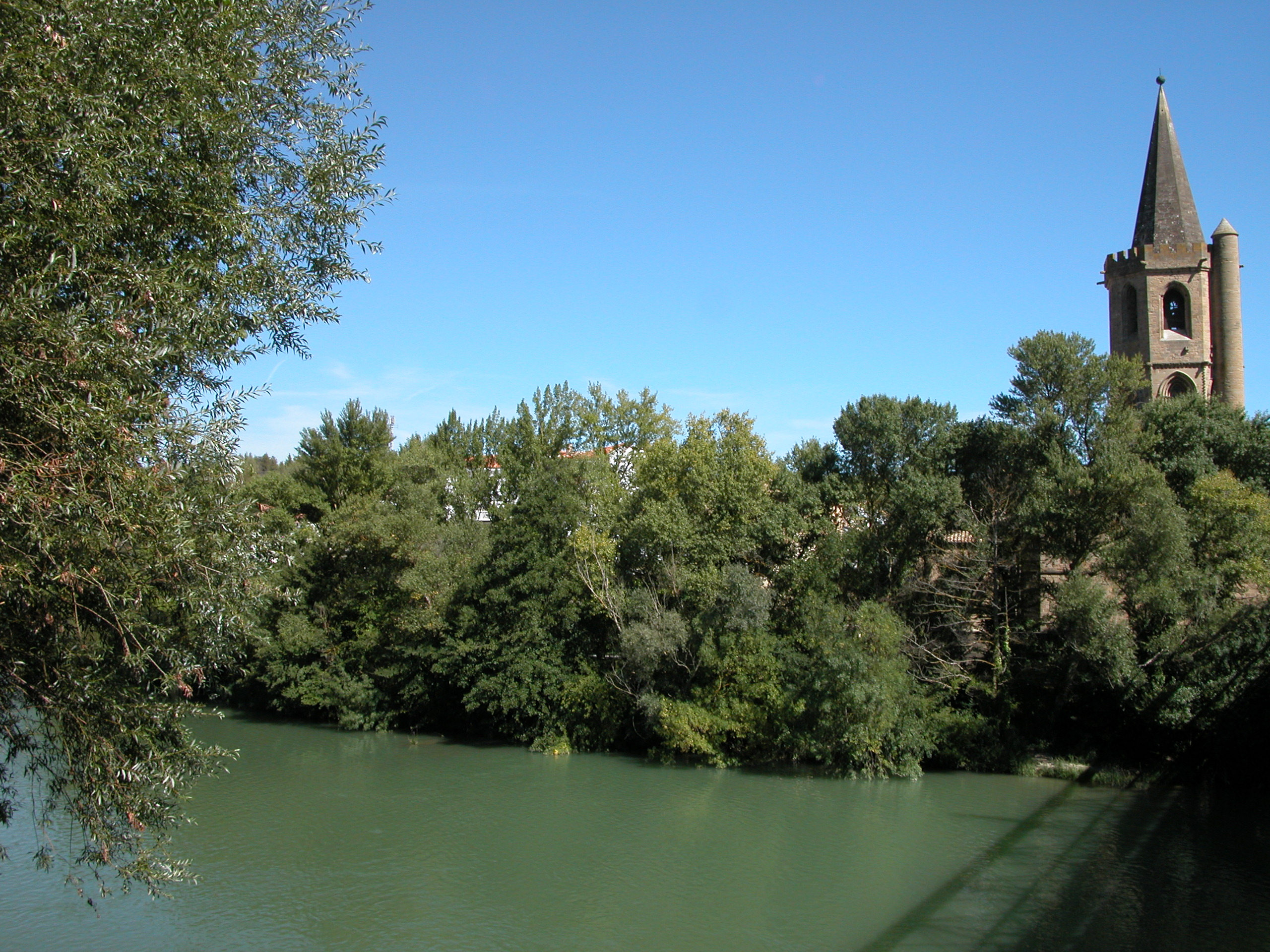
La rivière Aragon à Sangüesa.

Il prend sa source dans un cirque glaciaire de la vallée d'Astún, dans les Pyrénées, à 2 050 m d'altitude. Sa longueur est de  195 km.
L'Aragon arrose Jaca et se jette dans l'Èbre à Milagro, en Navarre. Il a comme affluents principaux l'Arga et l'Irati.

L'Aragon (rivière) étant un affluent (rive gauche) de l'Ebre, la partie du territoire de la communauté autonome d'Aragon où coule la rivière est en fait le Haut-Aragon, entre Pyrénées et Ebre.